# نوسفيراتو (فلم 1922)
نوسفيراتو (بالألمانية: Nosferatu) هو فيلم رعب وخيال ألماني تعبيري صامت لعام 1922، أخرجه إف دبليو مورناو وبطولة ماكس شريك. الفيلم عبارة عن اقتباس غير مصرح به وغير رسمي لرواية دراكولا من تأليف برام ستوكر عام 1897، وتم تغيير أسماء وتفاصيل من الرواية، بما في ذلك إعادة تسمية الكونت دراكولا بالكونت أورلوك. أن هذه التغييرات تم تنفيذها في محاولة لتجنب الاتهامات بانتهاك حق المؤلف، ومع ذلك، يبدو هذا غير مرجح لأن العناوين الألمانية الأصلية تنص صراحة على أن الفيلم مبني على رواية برام ستوكر. صرح المؤرخ السينمائي ديفيد كارات في مسار التعليق الخاص بالفيلم أنه "لم يوثق أي مصدر على الإطلاق" هذا الادعاء وأنه منذ أن كان الفيلم "فيلمًا منخفض التكلفة صنعه الألمان للجمهور الألماني... وضعه في ألمانيا باسم ألماني الشخصيات تجعل القصة أكثر واقعية وفورية للمشاهدين الناطقين باللغة الألمانية.
رفع ورثة ستوكر دعوى قضائية بشأن التعديل، وأمر حكم محكمة بإتلاف جميع نسخ الفيلم، ومع ذلك، نجا عدد قليل من النسخ، وأصبح الفيلم يعتبر تحفة مؤثرة في السينما.

## القصة
ترسل شركة عقارات من ويسبورغ بألمانيا، وكيلها هوتر (غوستاف فون وانجينهايم) إلى قلعة الكونت أورلوك (ماكس شريك) في ترانسيلفانيا، حيث أن الكونت يريد شراء منزل معزول في ويسبورغ. تخطط الشركة لبيع الكونت بيتاً بالقرب من بيت هوتر، الذي يسارع بمغادرة بلدته بعد أن يترك زوجته البريئة إيلين (جريتا شرودر) في رعاية اسرة صديق له. ينطلق هوتر في رحلة غير عادية، حيث لا يرغب العديد من السكان المحليين في اصطحابه إلى موقع القلعة، مدعيين وقوع حوادث غامضة في هذه القلعة. يصل هوتر إلى القلعة ويصدمه سكون المكان وغموضه. يلتقي بالكونت أورلوك ويلاحظ ويشعر بأحداث غير عادية، ويشعر في المقام الأول أن هناك ظلًا غامقًا معلقًا فوق رأس الكونت، حتى أثناء النهار عندما يكون نائماً، فهو يستيقظ ليلاً فقط. يصل هوتر إلى غرفة نوم الكونت التي تقع في سرداب، وبناءً على كتاب قرأه مؤخرًا، يعتقد أن الكونت هو بالفعل مصاص دماء أو نوسفيراتو. يقوم الكونت بحبس هوتر في القلعة الغامضة، ويأخذ طريقه إلى ويسبورغ على متن سفينة محملة بتوابيت يرقد هو في إحداها. تتسبب هذه التوابيت، على طول الرحلة إلى ويسبورغ، بموت كل من على متن السفينة. ينجح هوتر في الهروب من قلعة الكونت، ويسارع إلى ويسبورغ لإنقاذ أهل بلدته، وإنقاذ زوجته إيلين، بعد أن لمح رغبة الكونت في السكن بجواره لإعجابه بإيلين. تصل السفينة إلى ويسبورغ محملة بالموتى والتوابيت.
تشعر إيلين باقتراب الظلام الذي بدأ يزحف على المدينة، نتيجة اقتراب نوسفيراتو، وتعلم ان المرأة الخالية من الخطيئة يمكن أن تضحي بنفسها لقتل مصاص الدماء، ويصبح السؤال: هل يستطيع هوتر إنقاذ إلين من نوسفيراتو، ام سوف يتركها تضحي بنفسها للتخلص من مصاص الدماء.
يصل نوسفيراتو ويمتص دماء إيلين مع بدء شروق الشمس. يصيح الديك، وتتسبب أشعة الشمس في اختفاء نوسفيراتو وسط نفخة من الدخان. تعيش إلين لفترة طويلة بما يكفي ليحتضنها زوجها المنكوب بالحزن. يظهر منظر لقلعة الكونت أورلوك المدمرة.

## طاقم التمثيل
- ماكس شريك: في دور الكونت أورلوك
- غوستاف فون وانغينهايم: في دور توماس هوتر
- غريتا شرودر: في دور إلين هوتر
- الكسندر غراناش: في دور نوك
- جورج اتش شنيل: في دور مالك السفينة هاردينغ
- روث لاندشوف: في دور روث
- جون غوتوت: في دور البروفيسور بولوير
- غوستاف بوتز: في دور البروفيسور سيفيرز
- ماكس نيمتز: في دور قبطان إمبوزا
- وولفغانغ هاينز: في دور الرفيق الأول في إمبوزا
- هاردي فون فرانسوا: في دور طبيب في مستشفى الأمراض العقلية
- ألبرت فينوهر: في دور بحار ى (2)
- جيدو هرتسفيلد: في دور حارس فندق
- كارل إيتلينغر: في دور طالب في بولوير
- فاني شريك: في دور ممرضة في المستشفى[6]

## الاستقبال
قدم فيلم «نوسفيراتو» المخرج «مورناو» إلى أعين الجمهور، وخاصةً عندما تم إصدار فيلمه التالي «التربة المحترقة» بعد بضعة أيام من صدور نوسفيراتو. قدمت الصحافة تقارير مكثفة عن نوسفيراتو وعرضه الأول. ظهر مع أصوات المديح، انتقادات عرضية بأن الكمال التقني ووضوح الصورة لا يتناسبان مع موضوع الرعب. كتبت فيلم كورييه (واحدة من أكثر مطبوعات الأفلام الألمانية تأثيرًا، وأول صحيفة أفلام ألمانية تظهر يوميًا) في 6 مارس 1922: «أن مصاص الدماء بدا جسديًا جدًا ومضيئًا بشكل ساطع بحيث يبدو مخيفًا حقًا». وصف هانز وولينبرغ الفيلم في 11 مارس 1922 بأنه «إحساس»، وأشاد بلقطات مورناو الطبيعية على أنها «عناصر تخلق الحالة المزاجية». أشادت الصحيفة اليومية الألمانية «فوسيش Vossische Zeitung» في 7 مارس 1922، بفيلم نوسفيراتو بسبب أسلوبه المرئي.
كان هذا هو فيلم شركة «أفلام برانا» الوحيد، حيث أعلنت الشركة إفلاسها، ثم رفع أصحاب حقوق رواية ستوكر، نيابة عن أرملته فلورنس ستوكر، دعوى قضائية لانتهاك حقوق الطبع والنشر وفازت. أمرت المحكمة بحرق جميع نسخ نوسفيراتو الموجودة، ولكن تم بالفعل توزيع نسخة واحدة من الفيلم في جميع أنحاء العالم، وتم نسخ هذه المطبوعة على مر السنين، وظلّت على قيد الحياة ويحافظ عليها طائفة أتباع الفيلم، مما يجعل ذلك مثالاً على تكوين «طائفة فيلم cult film» مبكراً.
أضاف الناقد السينمائي الكبير روجر إيبرت في عام 1997، نوسفيراتو إلى قائمته للأفلام العظيمة، وكتب: "إليكم قصة دراكولا قبل أن تُدفن حيةً في الكليشيهات والنكات والمقاطع التليفزيونية المصورة والرسوم المتحركة وأكثر من 30 فيلماً آخر. الفيلم رهبة من مادته. يبدو أنه يؤمن حقًا بمصاصي الدماء. ... هل نوسفيراتو لمورناو مخيف بالمعنى الحديث؟ ليس لي. أنا معجب به أكثر من أجل فنه وأفكاره، وأجوائه وصورته، أكثر من قدرته على التلاعب بمشاعري مثل فيلم رعب حديث ماهر. إنه لا يعرف أيًا من الحيل اللاحقة للتداول، مثل التهديدات المفاجئة التي تظهر من جانب الشاشة، لكن نوسفيراتو يظل فعالاً: فهو لا يخيفنا، لكنه يطاردنا.
احتل «نوسفيراتو» المرتبة 21 على قائمة مجلة إمباير «أفضل 100 فيلم في السينما العالمية» في عام 2010.
منح موقع الطماطم الفاسدة الفيلم تقييم مقداره 97% بناء على آراء 63 ناقد سينمائي، وكتب الإجماع النقدي للموقع: «واحد من روائع أفلام العصر الصامت الأكثر تأثيرًا ... إحساس نوسفيراتو القوطي المخيف، والأداء المخيف من ماكس شريك بصفته مصاص دماء، وضع نموذجًا لأفلام الرعب التي تلت ذلك».

## إعادة إنتاج الفيلم
ظهرت طبعة جديدة للمخرج «فرنر هرتسوغ» تحت عنوان «نوسفيراتو مصاص الدماء» في عام 1979 من بطولة كلاوس كينسكي (في دور الكونت دراكولا، وليس الكونت أورلوك).
أعلن بعض المخرجين عن نيتهم في إعادة إنتاج الفيلم ولكن هذا لم يتم، فقد أعلن ذلك المخرج ديفيد لي فيشر 2014، والمخرج روبرت إيجرز 2018.

## روابط خارجية
- مقالات تستعمل روابط فنية بلا صلة مع ويكي بيانات